# Queso de Oscos

Ubicación del concejo de Grandas de Salime en Asturias

Ubicación del concejo de Villanueva de Oscos en Asturias

El queso de Oscos es un queso de leche de vaca elaborado en la comunidad autónoma del Principado de Asturias, en España. 

## Elaboración
La recogida diaria de materia prima directamente del ganadero a la fábrica se realiza en la zona de Los Oscos, Grandas de Salime, Pesoz y Pola de Allande.
La leche se procesa en unas modernas instalaciones ubicadas en Grandas de Salime.
Todo el proceso de fabricación se encuentra totalmente automatizado y controlado informáticamente. Los activos recientemente estrenados sorprenden a cuantos tienen ocasión de visitarlos por su modernidad, ya que cuentan con los últimos avances tecnológicos existentes en el mercado y con soluciones diseñadas a la medida realmente innovadoras..

## Características
Es un queso graso de tamaño grande. La parte interna es de color blanco amarillento y la parte exterior es amarilla. Su presentación puede ser en barra, lonchas, clase baby o redondo.

## Historia
Este queso, elaborado desde épocas medievales en Villanueva de Oscos, pues así lo confirman
diversos documentos del monasterio benedictino de Villanueva de Oscos, que consigue mantener su elaboración gracias al tesón de algunos artesanos y a una industria de la zona, Industrias Lácteas Monteverde, que, siguiendo los pasos de la elaboración tradicional, recuperan un producto que había desaparecido.

## Zona de elaboración
Alto Navia y los Oscos, zona occidental de Asturias, en el Concejo de Grandas de Salime y Villanueva de Oscos.